# Pigasus
Pigasus, auch bekannt als Pigasus the Immortal (deutsch: „Pigasus der Unsterbliche“) und Pigasus J. Pig, war ein 66 kg schweres Hausschwein, das am 23. August 1968 vor der Eröffnung der Democratic National Convention in Chicago von der theatralisch-anarchischen Partei Youth International Party als satirische Geste für die Wahl zum Präsidenten der Vereinigten Staaten nominiert wurde.

## Gründe
Die jugendorientierte Partei, deren Mitglieder „Yippies“ genannt wurden, war eine revolutionäre Protestgruppe, deren Ansichten von den Antikriegsbewegungen der 1960er Jahre inspiriert waren.
Mit der Aktion wollten sie gegen den Vietnamkrieg und die Politik der Demokratischen Partei protestieren.

## Geschichte
Pigasus’ Kandidatur wurde während der massiven Proteste im Vorfeld und während der Democratic National Convention 1968 in Chicago angekündigt. Die Yippies forderten, dass Pigasus als legitimer Kandidat behandelt werden sollte, einschließlich Personenschutz durch den US-Geheimdienst. Der Kandidat Pigasus wurde von den Aktivisten Dennis Dalrymple, Abbie Hoffman und Jerry Rubin für die Kampagne ausgewählt. Wie sich herausstellte, hatte der aktivistische Sänger Phil Ochs das Pigasus-Schwein für die Kampagne auf dem Land in Illinois gekauft.
Die Nominierung von Pigasus zum Präsidentschaftskandidaten erfolgte am Morgen des 23. August 1968 im Chicago Civic Center (später in Richard J. Daley Center umbenannt) vor der Skulptur Chicago Picasso.
Pigasus wurde in einem Kombi zur Kundgebung transportiert, eskortiert von sieben Yippies. Die Kundgebung bestand aus 50 Yippies, die Wahlkampfschilder trugen und Flyer verteilten. Ungefähr 200 Zuschauer waren anwesend, außerdem zehn uniformierte Chicagoer Polizisten und mehrere Kommissare. Das Schwein wurde in einen Polizeiwagen gelegt und zur Chicago Anti-Cruelty Society gebracht.
Jerry Rubin war gerade dabei, die „Annahmerede“ für ihn vorzulesen, als Pigasus von der Polizei „festgenommen“ wurde. Sieben Yippies, darunter Jerry Rubin und Phil Ochs, wurden festgenommen und wegen ordnungswidrigen Verhaltens angeklagt. Der Fahrer des Kombis wurde wegen Verkehrsbehinderung angezeigt. Rubin sagte später, dass ein Polizist in die Gefängniszelle kam und sagte: „Ihr werdet alle für den Rest eures Lebens ins Gefängnis gehen – das Schwein hat euch verpetzt!“ (Das im englischen Original verwendete to squeal kann sowohl „verpetzen“ als auch „quieken“ bedeuten.) Die Yippies wurden jedoch freigelassen, nachdem jeder eine Kaution in Höhe von 25 Dollar hinterlegt hatte. Die Aktivisten wurden bekannt als Chicago Seven.
Über den Prozess gegen die Yippies wurde von CBS, NBC, ABC, der Washington Post, der New York Times, der Chicago Sun Times und vielen anderen großen US-Nachrichtenagenturen berichtet.
Neben Phil Ochs bezeugten zahlreiche Mitglieder der Youth International Party die Ernsthaftigkeit, mit der Pigasus’ Kandidatur und seine Kampagne vorbereitet und durchgeführt worden waren.

## Folgen
Die Quellen äußern sich über das Schicksal von Pigasus widersprüchlich. Es gibt einige Spekulationen, dass ein Polizist ihn geschlachtet und gegessen habe.
Die Chicago Tribune berichtete am 30. September 1968, dass, nachdem Pigasus von der Chicagoer Polizei in Gewahrsam genommen worden war, sie ihn zusammen mit einer Sau namens „Mrs. Pigasus“ und einem Ferkel zur Anti-Cruelty Society transportierten. Die Schweine wurden später auf eine Farm in Grayslake, Illinois, gebracht.
Fünf Monate nach der Nominierung von Pigasus hielten die Yippies während der Amtseinführungszeremonie (englisch Inauguration) von Präsident Richard Nixon ihre eigene „In-HOG-uration“-Zeremonie (Wortspiel mit hog für Hausschwein) für Präsident Pigasus ab.

## Name
Der Name des Schweins war eine Anspielung auf Pegasus, das geflügelte Pferd in der griechischen Mythologie; zugleich bedeutet pig as us im Englischen so viel wie „ein Schwein wie wir (alle)“.